# Dagmar Breiken
Dagmar Breiken, född den 13 september 1963 i Köln i Västtyskland, är en västtysk landhockeyspelare.
Hon tog OS-silver i damernas landhockeyturnering i samband med de olympiska landhockeytävlingarna 1984 i Los Angeles.